# Bogjowci
Bogjowci (bułg. Богьовци) – wieś w Bułgarii, w obwodzie sofijskim, w gminie Kostinbrod. Według danych szacunkowych Ujednoliconego Systemu Ewidencji Ludności oraz Usług Administracyjnych dla Ludności, 15 września 2022 roku miejscowość liczyła 232 mieszkańców.

## Religia

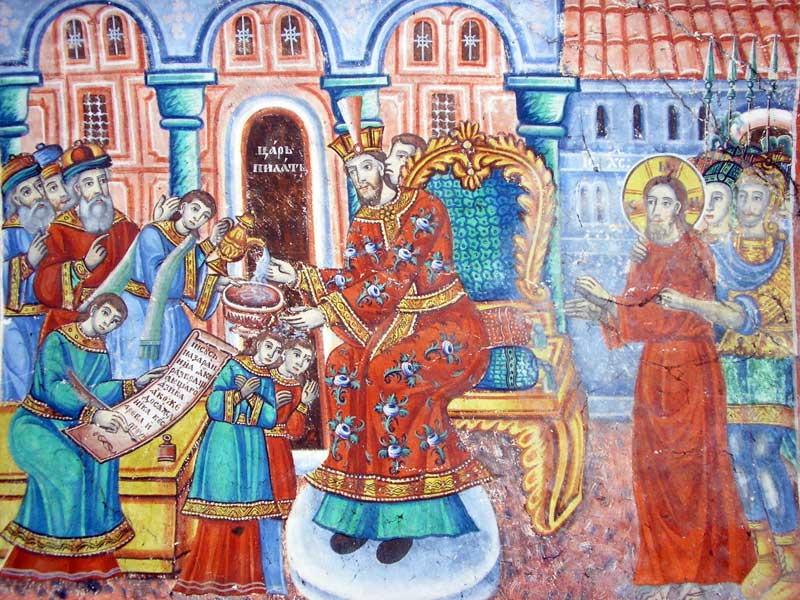
Jeden z fresków

We wsi znajduje się cerkiew św. Petki, w której znajdują się freski z 1892 roku namalowane przez braci Błagojewów. Na uwagę zasługuje wykonany przez fundatora portret dziadka Gyłyba w stroju ludowym.
Sybor (spotkanie) w Bogjowci odbywa się 14 października – w Petkowden, patrona świątyni „Świętej Petki”.

## Osoby związane z miejscowością

### Urodzeni
- Asparuch Nikodomow (1945) – bułgarski piłkarz, grający na pozycji obrońcy oraz trener piłkarski